# Gaiola tubular

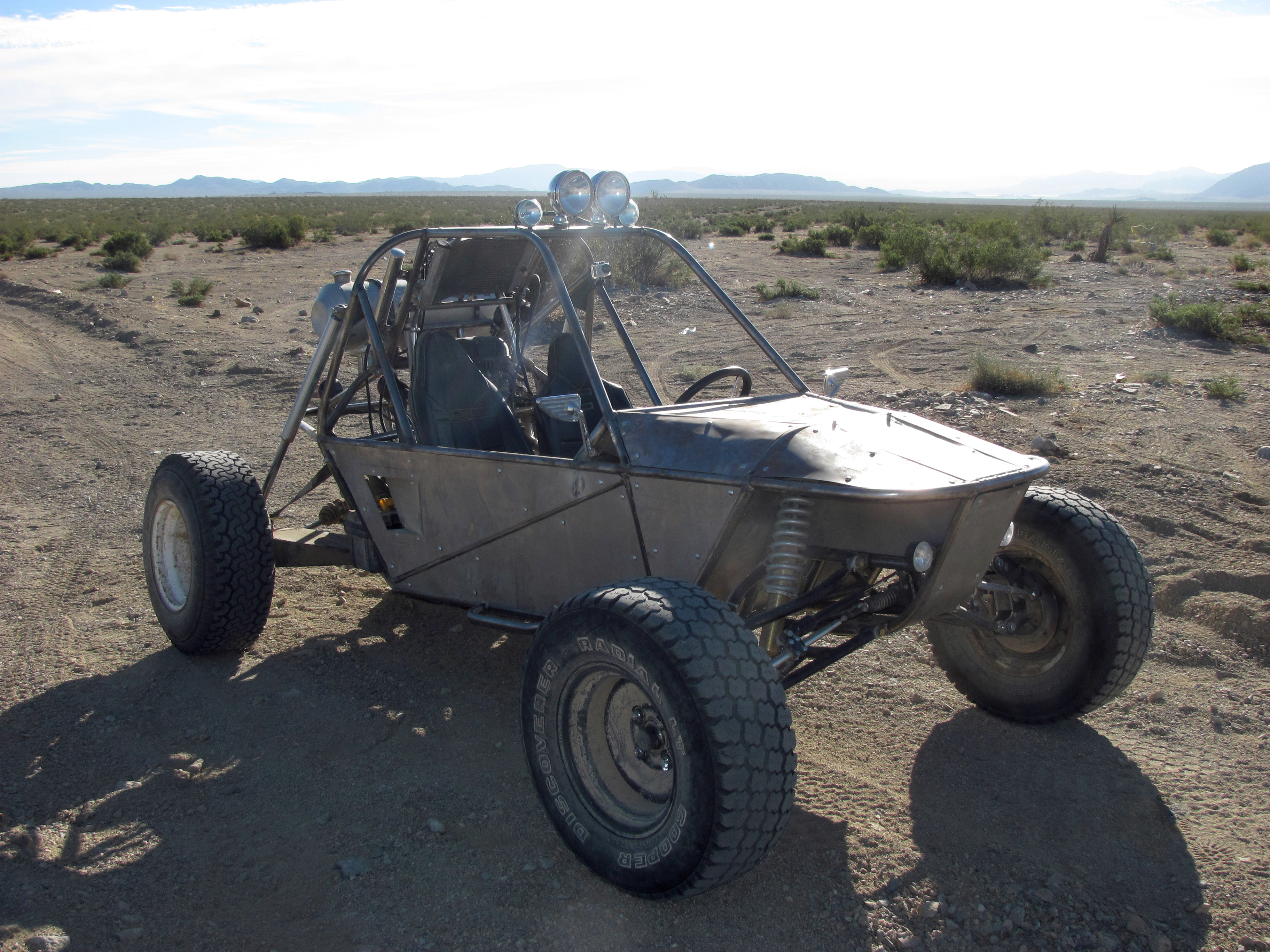
Uma gaiola tubular conhecida como "Sandrail" que costuma andar em dunas

Gaiolas Tubulares (também conhecidas como Gaiolas) são veículos automotores construídos de forma artesanal ou industrial, em aço tubular de diâmetros variados. O nome Gaiola se deve ao fato de que o piloto aparenta estar enjaulado e que sua estrutura seja feita de tubos.

## História
As Gaiolas foram introduzidas na década de 1950, quando surfistas transformavam seus carros pesados em estruturas mais leves, com o objetivo de poder dirigir nas dunas da Califórnia, com os veículos foram ficando mais leves, com o uso da mecânica Volkswagen derivada do Fusca, sendo introduzidas na década de 1980, no Brasil.
A variedade de modelos é infinita, pois sendo comumente construída de forma artesanal, é impossível diferenciar uma das outras. Porem seus usos são distintos, basicamente podemos diferencia-los em duas categorias: Auto Cross e Kart Cross.

## Kart Cross
Também conhecida como fórmula cross, os veículos kart cross em sua maioria são veículos pequenos que tem como propulsor, motores de motocicletas que vão desde pequenas cilindradas (50cc) até  600 cc.

## Auto Cross
Auto Cross ou propriamente Gaiolas,  são em sua maioria montados a partir de um veiculo "doador de órgãos" ou seja, de onde vem a maioria dos componentes mecânicos. Como propulsão são utilizados motores de 1000 cc até motores de 4.500 cc com mais 1200 Hp, como nos casos em que as estruturas são montadas para a categoria força livre em provas de arrancadas.
Quando projetadas de forma adequada, proporcionam um esporte relativamente seguro pois, na maioria das categorias de competição automobilística os veículos usam na sua construção básica estruturas tubulares como reforço ou mesmo como estrutura principal do projeto usando apenas uma "casca" para encobrir a real formação do veiculo, como acontece por exemplo nas modalidades Stock Car e Nascar.
Algum veículos esportivos de renomadas marcas tem a sua concepção básica sobre estruturas tubulares.

## Fabricantes

### Brasil
- «Angeste Industrial»
- «ByColella»
- «Engecart»

### Reino Unido
- «Mud Mania»